# Терская лошадь
Те́рская порода лошадей — сравнительно молодая русская порода лошадей. 
Те́рская порода создана по инициативе С. М. Будённого для комплектования кавалерии ВС Союза ССР отечественными лошадьми с улучшенными качествами. В Государственном реестре селекционных достижений, допущенных к использованию, терская порода лошадей значится как верховая лошадь, под номером 9353166 (оригинаторы № 227 и № 1195).
Терская порода выведена в 1920—1940 годы на Терском и Ставропольском конных заводах, путём скрещивания нескольких уцелевших в гражданской войне стрелецких лошадей с представителями арабской, донской, кабардинской некоторых других пород.
Сильная крепкая версия араба, эффективная в работе, на цирковой арене и в конном спорте. Достоинства породы особенно ярко проявляются в конкуре и выездке. Собственное наименование и официальное признание терская порода получила в 1948 году. Через год участники выведения породы были удостоены Сталинской премии.

## Экстерьер
Самая распространённая и популярная масть терской лошади — светло-серая с матовым серебряным отливом, хотя около четверти представителей породы, — по линии, полученной от производителей арабской крови Пломбира и Парадокса, — рыжей масти. Изредка также встречается гнедая масть.
Благодаря присутствию во всех терских лошадях стрелецкой крови, фенотип породы достаточно однороден. Экстерьером терские лошади схожи с арабскими скакунами, будучи несколько крупнее последних, линии тела их более длинны.
Терские лошади мезо-долихоморфного типа. Они гармонично сложены, имеют характерные верховые формы и выраженную восточную нарядность. В настоящее время средний рост лошадей терской породы стал больше, средние промеры жеребцов: 162-190-20 см, кобыл: 158-180-19,3 см.
В ходе селекционной работы над породой с целью изучения её свойств и перспектив было выделено три типа терской лошади: характерный (основной), лёгкий (восточный) и густой.

### Характерный. или основной. тип
Голова средней величины с хорошо выраженной восточной породностью, лёгкая, изящная, с прямым или вогнутым профилем, широкая во лбу и в ганашах, затылок длинный. Глаза большие, блестящие и выразительные. Уши средней длины, заострённые, хорошо поставленные, очень подвижные.
Шея довольно длинная, высокого постава, красиво изогнутая. Холка средней высоты и длины, хорошо омускулена. Лопатки средней длины, с достаточным (часто с косым) наклоном. Спина короткая, широкая, прочная, часто с небольшим углублением (уложиной) у холки. Поясница короткая, ровная, с развитой мускулатурой. Грудная клетка широкая, глубокая. Рёбра длинные, округлые. Круп широкий, средней длины, нормально спущенный или прямой, хорошо омускулен с высоким выходом хвостом.
Ноги хорошо сложенные, правильно поставленные, сухие и крепкие, с хорошо заметными упругими сухожилиями, с очень маленькими фризами (щётками). Предплечья длинные и сформировавшиеся, пясти тонкие и сухие, скакательные суставы крепкие и сухие. Бабки средней длины. Копыта крепкие, хорошо сформированные, «стаканчиком».
Грива и хвост негустые и недлинные. Конституция в целом сухая, при хорошо и равномерно развитой мускулатуре.
Типичные экстерьерные недостатки: мягкая спина, плохо выраженная холка, саблистость задних ног, сближение в скакательных суставах (размёт), запавшее запястье, перехват под запястьем, лопоухость.
Основной тип несёт и сохраняет в себе наиболее характерные и полезные свойства терской породы. К этому типу относится большинство жеребцов, основателей 4 линий в породе, включая обоих родоначальников, стрелецких лошадей Цилиндра и Ценителя, а также Циана и Цинителя II. Характерный тип имели около 40 % маток.

### Лёгкий, или восточный, тип
Восточный тип воплощает черты, которыми обладали родоначальники стрелецкой породы — арабские жеребцы Обейян Серебряный и Бегри Багрейн.
Терские лошади лёгкого типа имеют утрированную восточную породность и чрезвычайную сухость конституции. Они менее массивны, костисты и широкотелы, чем лошади основного типа. Голова лёгкая, лоб часто выпуклый, профиль, как правило, выражено арабизированный («щучий»), шея длинная и лёгкая, крестец высокий, костяк прочный, но тонкий. У лошадей восточного типа часто встречается мягковатость спины. В остальных статях существенных отличий от характерного типа нет.
Родоначальник линии в восточном типе — жеребец Цильван (Цилиндр—Вакханка), 1932 года рождения. Другим выдающимся производителем был Цитен (Цилиндр—Цукки), 1935 года рождения. Число маток восточного типа было приблизительно таким же, что и основного — порядка 40 %.
В селекционной работе представители восточного типа ценятся как источник породности и ярко выраженной верховости склада. Такие лошади требовательнее к условиям содержания, по сравнению с двумя другими типами, в частности, хуже переносят табунное содержание.

### Густой тип
Терские лошади третьего, так называемого, «густого», типа, заметно отличаются от остальных представителей породы. Они более массивны, крупны, широкотелы всех статях, костисты и мускулисты. Голова часто грубая, шея толще и короче, холка несколько ниже, хотя и подходящая для верховой езды, костяк прочный. Это единственный тип терских лошадей, конституция которого может быть несколько сырой, но здоровой. При этом ноги должны быть сухими, правильно поставленными и более костистыми, чем у лошадей основного и лёгкого типа.
Густой тип используется для производства лошадей верхово-упряжного склада. Родоначальником линии являлся жеребец Ценный II стрелецкой породы (Цилиндр—Цитра) 1934 года рождения. Важным производителем густого типа был Цилиндр II (Цилиндр—Великая Радость) 1932 года рождения. Ещё один родоначальник линии в терской породе, арабский жеребец Марош (Фетиш—Драва), 1931 года рождения, может быть причислен как восточному типу, по внешним чертам, так и, отчасти, к густому — по исключительным промерам. Многие его потомки переняли этот «промежуточный» тип.
Густой тип — самый малочисленный в породе, к нему относилось не более 20 % маток.

## История
В основе терской породы лошадей лежит стрелецкая порода, выведенная, в свою очередь, в XIX веке на Стрелецком конном заводе (Новострельцовка, ныне Меловской район Луганской области Украины) на основе русской верховой (орлово-ростопчинской), с добавлением крови арабских, карабахских, кабардинских и средне-азиатских лошадей. Наибольшее влияние на формирование стрелецкой породы оказали чистокровные арабские жеребцы Бегри-Бегрейн (серый, 1826 года рождения) и Обейан-Серебряный (серебристо-серый, 1851). Арабский жеребец Циприан стал родоначальником генеалогической линии, все лошади в которой получали клички, начинающиеся с буквы «Ц». Стрелецким лошадям были присущи смелость, крепость, резвость и высокий интеллект. Благодаря этим качествам во второй половине XIX и начале XX века они широко использовались в кавалерии.
В годы гражданской войны Стрелецкий завод был полностью разграблен. Двух чистокровных стрелецких жеребцов удалось захватить в Крыму у отступавших белогвардейцев в ноябре 1920 года. Это были полубратья: белоснежный Цилиндр (Ценный-Пихта) 1911 г. р., — по легенде, принадлежавший самому барону Врангелю, — и Ценитель (Ценный — Базилика) 1910 г.р. Их отец — Ценный (Цитен — Богатая) 1899 г.р. — был основным производителем Стрелецкого конного завода. Сначала жеребцы поступили в Конный завод имени Первой конной армии и Конный завод им. С. М. Будённого. Осенью 1925 года, по распоряжению маршала Будённого оба жеребца были переданы военному Терскому конному заводу.
Восстановить стрелецкую породу было уже невозможно, и Будённый распорядился на её основе создать новую, которая вобрала бы в себя лучшие качества араба и местных пород, и была бы изысканной, быстрой и выносливой, с одной стороны, но также крепкой и неприхотливой — с другой.
Для решения поставленной задачи на Терский конный завод были переданы кобылы, близкие по типу к стрелецким: донские (обероновского типа), кабардинские (восточного типа) и некоторые другие. В 1925 году началась работа с этой небольшой группой, с прилитием крови арабских жеребцов. Также были задействованы метисы арабо-дончака, стрелет-кабардинца и 17 кобыл из Венгрии неясного происхождения — вероятно, гидрана и шагия-араба.
В 1926 году с целью получения однотипного табуна была проведена строгая выбраковка маток. На тот год племенное ядро Терского конного завода составляли 225 лошадей:
| порода                | жеребцы | матки | молодняк | всего |
| --------------------- | ------- | ----- | -------- | ----- |
| арабские и стрелецкие | 2       | 24    | 36       | 62    |
| чистокровные верховые | 4       | -     | -        | 4     |
| полукровные           | -       | 11    | 71       | 82    |
| карачаевские          | -       | 13    | 24       | 37    |
| донские               | -       | 9     | 31       | 40    |
| всего                 | 6       | 57    | 162      | 225   |

Племенная работа строилась на двух стрелецких жеребцах и их приплоде. Стрелецкая порода использовалась как цементирующая, через неё соединялись желательные качества восточных и аборигенных лошадей. Использование чистокровных верховых жеребцов было ограничено, их спаривали с аборигенными матками, в основном кабардинскими, сыгравшими значительную роль в формировании породы на первом этапе, но в дальнейшем выведенными из завода.
С 1927 года для консолидации стрелецкой крови заводчики начали активно применять родственное скрещивание с инбридингом на Ценного: дочери Цилиндра назначались под Ценителя и наоборот. Вскоре эта тактика исчерпала себя, дальнейшее близкородственное спаривание стало угрожать инбредной депрессией. В 1930 году с целью освежения генофонда на конном заводе Бабольна в Венгрии был приобретён чистокровный арабский жеребец Кохейлан IV-4, а также арендованы высококровные арабские жеребцы Шагия XVI и Кохейлан V.
В 1931 году из Лимаревского конного завода поступили четыре чистопородные стрелецкие матки: Цитра, Зара, Цукки и Церера. Все они, за исключением Зары, также вели род от Ценного.
Порода была официально признана в 1948 году. За работу по её выведению восемь специалистов и практиков-коневодов: Е. Л. Давидович, Х. И. Животков, Б. А. Зубрилин, В. С. Кутыев, В. А. Мещеряков, Г. Г. Новозонов, И. Г. Сильченко, М. И. Чумаков были удостоены Сталинской премии за 1949 год. Указом Президиума Верховного Совета СССР от 14 июня 1949 года Терский и Ставропольский конные заводы были награждены орденами Трудового Красного Знамени.
Терским лошадям свойственно гармоничное телосложение, крепкая конституция и изящные движения, поразительная способность к обучению и невероятная добронравность.
В 2018 году Терской породе исполняется 70 лет.

## Использование
Самое ценное качество лошадей терской породы — универсальность. Терцы успешно используются во многих дисциплинах. Они хорошо проявили себя в дистанционных пробегах (многие терские лошади уже показали отличные результаты в этом виде спорта), троеборье, конкуре, выездке и даже в драйвинге, в котором помимо резвости важна лёгкость в управлении, манёвренность, способность к резким сменам аллюров. Этих лошадей даже использовали в русских тройках в качестве пристяжных.
Благодаря своей исключительной добронравности, лошади терской породы пользуются большой популярностью в детском конном спорте и в иппотерапии. А их высокий уровень интеллекта позволяет им проявлять выдающиеся способности к дрессировке, поэтому лошади терской породы чаще других используются в цирковых шоу.
Этот универсальный конь участвует в скачках по ровной поверхности или «стипль-чез» (по пересечённой местности) вместе с арабом, а также используется в армии для упряжки и седла. Присущие ему качества делают его прекрасной лошадью для выездки и конкура. В крупных конных цирках, традиционных для бывших советских республик, он пользуется большим успехом благодаря своему послушному характеру, красоте фигуры и плавности движений.
На коне светло-серой масти терской породы по кличке Кумир маршал Г. К. Жуков принимал парад Победы в Москве 24 июня 1945 года.

## Современное состояние породы
Современное состояние Терской породы вызывает опасение. Это связано с малочисленностью племенного состава.
print("Основная масть на сегодняшний момент - серая, но крайне редко встречаются другие. ", end="Сейчас идет восстановление этой породы.")